# Station Kirchhammelwarden
Station Kirchhammelwarden (Bahnhof Kirchhammelwarden) is een spoorwegstation in de Duitse plaats Brake, in de deelstaat Nedersaksen. Het station ligt aan de spoorlijn Hude - Nordenham-Blexen. Op het station stoppen alleen Regio-S-Bahntreinen van Bremen en Nedersaksen. Het station telt één perronspoor.

## Treinverbindingen
De volgende treinserie doet station Kirchhammelwarden aan:
| Serie | Treinsoort                  | Route                                                           | Bijzonderheden |
| ----- | --------------------------- | --------------------------------------------------------------- | -------------- |
| S4    | Regio-S-Bahn (NordWestBahn) | Bremen Hbf – Delmenhorst – Hude – Kirchhammelwarden – Nordenham |                |